# FC Concordia
El FC Concordia es un equipo de fútbol de Saint-Martin que juega en el Campeonato de fútbol de Saint Martin, la liga de fútbol más importante del país.

## Historia
Fue fundado en el año 1997 en la ciudad de Concordia, aunque sus partidos los juega en la capital Marigot. Desde su fundación, el club ha participado constantemente en el Campeonato de fútbol de Saint Martin, logrando su primer título de liga en la temporada 2011/12.

## Palmarés
- Campeonato de fútbol de Saint Martin: 1

2011/12